# Thủy An
Thủy An là một phường thuộc thành phố Đông Triều, tỉnh Quảng Ninh, Việt Nam.

## Địa lý
Phường Thủy An nằm ở tây thành phố Đông Triều, có vị trí địa lý:
- Phía đông giáp phường Hồng Phong và xã Việt Dân
- Phía tây giáp xã Nguyễn Huệ
- Phía nam giáp tỉnh Hải Dương với ranh giới là sông Kinh Thầy
- Phía bắc giáp phường Bình Dương và xã Việt Dân.

Phường Thủy An có diện tích 7,90 km², với dân số năm 2022 là 7.156 người, mật độ dân số đạt 905 người/km².

## Hành chính
Phường Thủy An được chia thành 3 khu phố: An Biên, Đạm Thủy, Vị Thủy.

## Lịch sử
Năm 1900, địa bàn xã Thủy An có 3 làng: Đạm Thủy, Vị Thủy, An Biên thuộc tổng Đạm Thủy, huyện Đông Triều.
Năm 1945, thành lập xã Ngọc Thanh trên cơ sở 3 làng: Đạm Thủy, Vị Thủy, Đông Tân.
Năm 1946, sáp nhập làng An Biên vào xã Mai Động (xã Mai Động gồm 3 làng: An Biên, Vân Động, Đông Mai).
Năm 1947, sáp nhập làng Đông Tân thuộc xã Ngọc Thanh vào xã Hồng Phong và 2 làng: Đạm Thủy, Vị Thủy thuộc xã Ngọc Thanh sáp nhập vào xã Mai Động và đổi tên xã Mai Động thành xã Nguyễn Huệ.
Lúc này, xã Nguyễn Huệ có 5 làng: Đạm Thủy, Vị Thủy, An Biên, Vân Động, Đông Mai.
Tháng 8 năm 1956, thành lập xã Thủy An trên cơ sở 3 làng: Đạm Thủy, Vị Thủy, An Biên thuộc xã Nguyễn Huệ.
Ngày 11 tháng 3 năm 2015, Ủy ban Thường vụ Quốc hội ban hành Nghị quyết số 891/NQ-UBTVQH13 về việc thành lập thị xã Đông Triều thuộc tỉnh Quảng Ninh. Xã Thủy An thuộc thị xã Đông Triều.
Năm 2023, sáp nhập xóm Trại Chẹm của thôn Trạm Lộ từ xã Bạch Đằng, thị xã Kinh Môn, tỉnh Hải Dương với 23 hộ và 66 nhân khẩu vào tổ Đoàn Kết, xóm Trại Chẹm, thôn An Biên, xã Thủy An quản lý.
Ngày 28 tháng 9 năm 2024, Ủy ban Thường vụ Quốc hội ban hành Nghị quyết số 1199/NQ-UBTVQH15 về việc sắp xếp đơn vị hành chính cấp huyện, cấp xã của tỉnh Quảng Ninh giai đoạn 2023 – 2025 (nghị quyết có hiệu lực từ ngày 1 tháng 11 năm 2024). Theo đó:
- Thành lập phường Thủy An thuộc thị xã Đông Triều trên cơ sở toàn bộ 7,90 km² diện tích tự nhiên và quy mô dân số 7.156 người của xã Thủy An.
- Thành lập thành phố Đông Triều thuộc tỉnh Quảng Ninh. Phường Thủy An trực thuộc thành phố Đông Triều.

## Xã hội
Các trường học trên địa bàn xã:
- Trường THPT Lê Chân
- Trường THPT Nguyễn Bình
- Trường THCS Thủy An
- Trường Tiểu học Thủy An.

Dân tộc: Có 4 dân tộc sinh sống trên địa bàn xã: dân tộc Kinh, dân tộc Hoa, dân tộc Tày, dân tộc Thái. Trong đó dân tộc Kinh chiếm 99,7% dân số trong xã.

## Văn hóa
- Đền thờ nữ tường Lê Chân
- Miếu Hậu
- Chùa Báo Ân
- Chùa Ngọc Thanh
- Chùa Tráng.

## Giao thông
Trên địa bàn xã có Quốc lộ 18 đi qua với chiều dài trên 1,5 km và có trên 3 km đường sông.